# Sherlock Holmes (Computerspielreihe)
Sherlock Holmes ist eine Computerspielreihe des ukrainischen Spieleentwicklers Frogwares. Die Spielereihe basiert auf der fiktiven Romanfigur Sherlock Holmes von Sir Arthur Conan Doyle. Sie erschien zwischen 2002 und 2021 und umfasst neun Titel und vier weitere Ableger, die allerdings einem anderen Genre zugeordnet werden. Die Spiele lassen sich grundsätzlich dem Adventure-Genre zuordnen.
Die Spielereihe wurde von Kritikern überwiegend gelobt und konnte sich mehrere Millionen Mal verkaufen.

## Spielprinzip

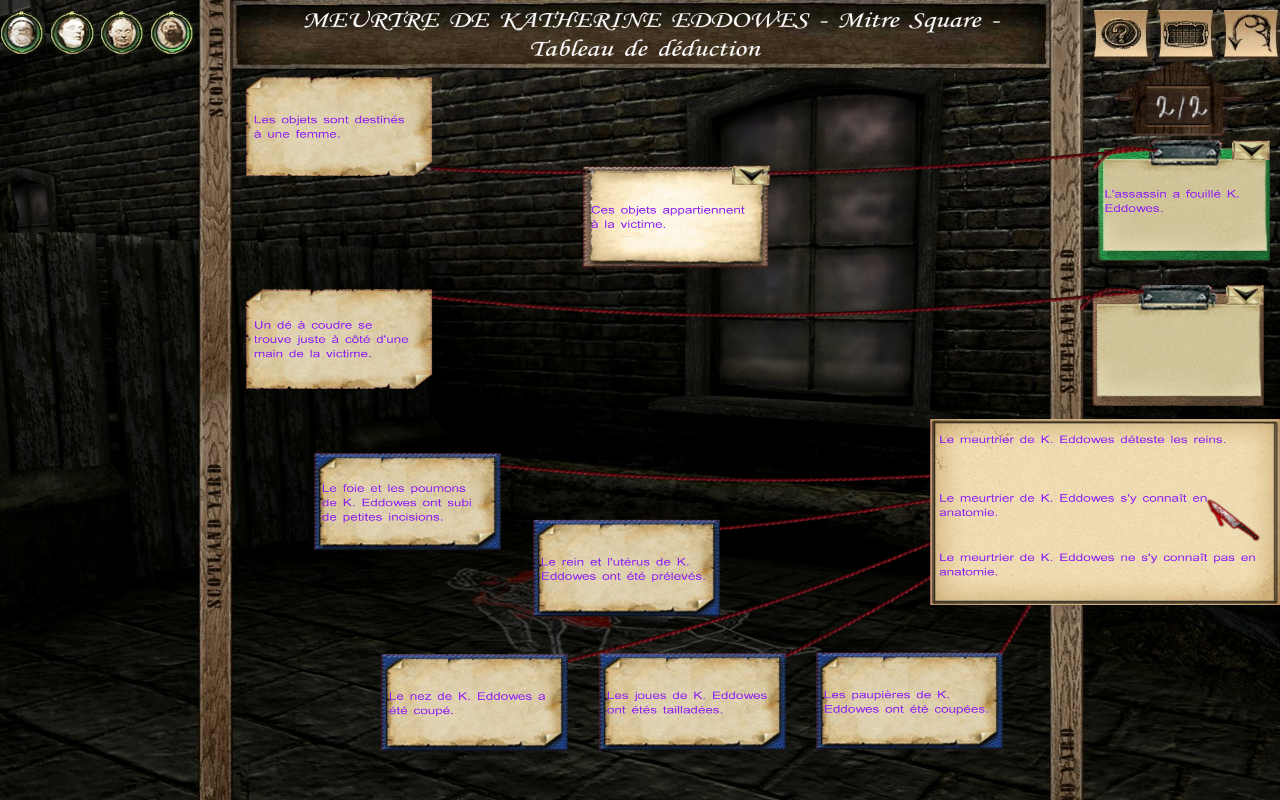
Das Deduktions-Diagramm aus Sherlock Holmes jagt Jack the Ripper, in dem gesammelte Informationen zu Schlussfolgerung verknüpft werden.

Die Sherlock-Holmes-Reihe lässt sich grundsätzlich dem Adventure-Genre zuordnen. Der Spieler steuert seine Spielfigur, meistens Sherlock Holmes oder Dr. Watson, in manchen Teilen auch andere Charaktere, durch die Spielwelt. Der Spieler kann sich frei durch die Spielwelt, die in den meisten Teilen aus dem viktorianischen London besteht, bewegen. Dabei müssen verschiedene Kriminalfälle aufgeklärt werden. Während im ersten Teil das Spiel aus der Sicht von Sherlock Holmes gesteuert wird, ohne die Möglichkeit die Kamera zu bewegen, hat der Spieler in den späteren Teilen die Möglichkeit zwischen einer statischen, im Raum befestigten Kamera und der First- oder Third-Person-Perspektive zu wählen. Um die Fälle aufzuklären, muss der Spieler mit anderen Figuren aus der Spielwelt sprechen oder Zeitungsartikel und Bücher lesen. Des Weiteren muss er in der Spielwelt gefundene Gegenstände kombinieren und verwenden, um Rätsel zu lösen. Gefundene Indizien und Beobachtungen müssen in einem Diagramm zu Schlussfolgerungen verknüpft werden.
Mit Das Geheimnis des persischen Teppichs und Sherlock Holmes und der Hund von Baskerville a erschienen zwei Spiele, die ein anderes Spielprinzip verfolgen: Die beiden Spiele sind dem Casual-Game-Genre zuzuordnen und sind eine Mischung aus einem Wimmelbild- und einem Puzzle-Spiel. In den beiden Spielen werden ausschließlich zweidimensionale Graphiken verwendet und der Spieler muss Puzzles und Suchaufgaben lösen, um das Spiel zu beenden. Dabei hat er die Wahl zwischen verschiedenen Schwierigkeitsstufen.

## Hauptreihe
| Titel                                                 | Datum         | Jahr der Handlung | Plattform | Plattform | Plattform | Plattform | Plattform | Plattform | Plattform | Plattform |
| Titel                                                 | Datum         | Jahr der Handlung | PC        | XB360     | XBOne     | PS3       | PS4       | Wii       | DS        | PS5       |
| ----------------------------------------------------- | ------------- | ----------------- | --------- | --------- | --------- | --------- | --------- | --------- | --------- | --------- |
| Sherlock Holmes: Das Geheimnis der Mumie              | 29. Juni 2002 | 1899              | ja        | nein      | nein      | nein      | nein      | nein      | ja        | nein      |
| Sherlock Holmes: Das Geheimnis des silbernen Ohrrings | 6. Aug. 2004  | 1897              | ja        | nein      | nein      | nein      | nein      | ja        | nein      | nein      |
| Sherlock Holmes: Die Spur der Erwachten               | 22. Juni 2006 | 1894              | ja        | nein      | nein      | nein      | nein      | nein      | nein      | nein      |
| Sherlock Holmes jagt Arsène Lupin                     | 10. Mai 2007  | 1895              | ja        | nein      | nein      | nein      | nein      | nein      | nein      | nein      |
| Sherlock Holmes jagt Jack the Ripper                  | 27. Mai 2009  | 1888              | ja        | ja        | nein      | nein      | nein      | nein      | nein      | nein      |
| Das Testament des Sherlock Holmes                     | 20. Sep. 2012 | 1898              | ja        | ja        | nein      | ja        | nein      | nein      | nein      | nein      |
| Sherlock Holmes: Crimes and Punishments               | 9. Sep. 2014  | Ab 1895           | ja        | ja        | ja        | ja        | ja        | nein      | nein      | nein      |
| Sherlock Holmes: The Devil’s Daughter                 | 10. Juni 2016 | –                 | ja        | nein      | ja        | nein      | ja        | nein      | nein      | nein      |
| Sherlock Holmes: Chapter One                          | 16. Nov. 2021 |                   | ja        | nein      | nein      | nein      | ja        | nein      | nein      | nein      |
| Sherlock Holmes The Awakened                          | 11. Apr. 2023 | 1882              | ja        | nein      | ja        | nein      | ja        | nein      | nein      | ja        |

### Sherlock Holmes: Das Geheimnis der Mumie
Sherlock Holmes: Das Geheimnis der Mumie ist der erste Ableger der Sherlock-Holmes-Reihe und wurde erstmals in Europa am 29. Juni 2002 für Windows veröffentlicht. In Amerika erschien das Spiel erst am 22. Januar 2003. Eine Fassung für den Nintendo DS erschien im April 2009.
In Das Geheimnis der Mumie steuert der Spieler Sherlock Holmes durch das fiktive Schloss Montcalfe Castle und muss den Todesfall des ehemaligen Besitzers des Schlosses aufklären. Dabei muss er Rätsel lösen und Dokumente finden, die ihm beim Aufklären des Todesfalls helfen. Anders als in den nachfolgenden Teilen steuert der Spieler nur Sherlock Holmes und nicht auch Doktor Watson, da sich dieser im Urlaub befindet.

### Sherlock Holmes: Das Geheimnis des silbernen Ohrrings
Sherlock Holmes: Das Geheimnis des silbernen Ohrrings ist der Name des zweiten Teils der Sherlock-Holmes-Reihe für Windows und die Wii. Das Videospiel wurde von Frogwares entwickelt und in Deutschland von dtp entertainment vertrieben. Es erschien in Deutschland am 19. November 2004 für Windows, während die Wii-Version dagegen erst am 17. November 2011 erschien.
In Das Geheimnis des silbernen Ohrrings muss der Spieler als Sherlock Holmes oder Dr. Watson den Todesfall von Sir Melvyn Bromsby aufklären. Dieser wurde während einer Rede zur Rückkehr seiner Tochter ermordet. Dabei muss der Spieler Spuren sichern und Leute befragen. Gesammelte Spuren müssen im Labor in der Baker Street 221b untersucht werden.

### Sherlock Holmes: Die Spur der Erwachten
Mit Sherlock Holmes: Die Spur der Erwachten erschien der dritte Teil der Sherlock-Holmes-Reihe für Windows. Das Spiel wurde von Frogwares entwickelt und von Frogster in Deutschland erstmals am 24. September 2006 für Windows veröffentlicht.
In Die Spur der Erwachten muss der Spieler als Sherlock Holmes oder Dr. Watson das Verschwinden des Dieners eines englischen Colonels aufklären. Das Spiel ist der erste Teil der Reihe, bei dem die Umgebung in Echtzeit in 3D gerendert wird. Dabei steuert der Spieler die Spielfigur erstmals aus der Egoperspektive.

### Sherlock Holmes jagt Arsène Lupin
Sherlock Holmes jagt Arsène Lupin ist der vierte Teil der Sherlock-Holmes-Reihe für Windows. Das Spiel wurde von Frogwares entwickelt und vom Publisher Focus Home Interactive erstmals in Frankreich am 25. Oktober 2007 veröffentlicht. In Deutschland erschien das Spiel erst am 16. November 2007 und wurde von Deep Silver vertrieben.
In Sherlock Holmes jagt Arsène Lupin muss der Spieler als Sherlock Holmes oder Dr. Watson den französischen Meisterdieb Arsène Lupin daran hindern fünf der bedeutendsten Symbole Englands zu stehlen, um die Ehre Englands, die Lupin vernichten möchte, zu retten. Dabei besucht der Spieler viele bekannte Orte, wie die National Gallery oder das British Museum.

### Sherlock Holmes jagt Jack the Ripper
Mit Sherlock Holmes jagt Jack the Ripper erschien im Frühjahr 2009 der fünfte Teil der Sherlock-Holmes-Reihe für Windows und Xbox 360. Das Spiel wurde von Frogwares entwickelt und von Focus Home Interactive veröffentlicht. Eine Portierung für die Xbox 360 vom Entwicklerstudio Spiders erschien am 27. November 2009. Obwohl das Spiel in Deutschland bereits für Ende Mai 2009 geplant war, erschien es nach einer Verschiebung am 14. August 2009.
In Sherlock Holmes jagt Jack the Ripper muss der Spieler als Sherlock Holmes oder Dr. Watson die Morde des historischen Serienmörders Jack the Ripper aufklären. Das Spiel basiert auf den Tatsachen der Mordserie in Whitechapel, allerdings erzählt das Spiel eine fiktive Geschichte rund um Sherlock Holmes und Dr. Watson.

### Das Testament des Sherlock Holmes
Das Testament des Sherlock Holmes ist der sechste Teil der Sherlock-Holmes-Reihe und erschien erstmals in Europa am 20. September 2012. Das Spiel wurde von Frogwares für Windows, Xbox 360 und PlayStation 3 entwickelt und von Focus Home Interactive veröffentlicht. In Deutschland wurde das Spiel vom deutschen Publisher Koch Media unter der Marke Deep Silver vertrieben und erschien erst einen Tag später, am 21. September. In Nordamerika wurde das Spiel vom Publisher Atlus erst am 25. September 2012 veröffentlicht.
Das Testament des Sherlock Holmes verwendet erstmals eine vollständig neu entwickelte Grafik-Engine und wurde als erster Teil der Reihe von Frogwares von Anfang an sowohl für den PC als auch für Spielkonsolen entwickelt. In dem Spiel gerät Sherlock Holmes selbst unter Verdacht einen Diebstahl sowie einen Mord begangen haben. Der Spieler muss unter anderem den Tod des Bischofs von Knightsbridge aufklären, um so die Unschuld von Sherlock Holmes zu beweisen.

### Sherlock Holmes: Crimes and Punishments
Mit Sherlock Holmes: Crimes and Punishments (dt. etwa „Verbrechen und Bestrafungen“) erschien der siebte Teil der Sherlock-Holmes-Reihe für Xbox 360, Xbox One, PlayStation 3, PlayStation 4 und Windows. Das Spiel wurde von Frogwares entwickelt und von Focus Home Interactive am 30. September 2014 veröffentlicht. Der Titel spielt auf den Roman Schuld und Sühne (engl. Crime and Punishment) von Fjodor Dostojewski an.
In Crimes and Punishments muss der Spieler erstmals sechs verschiedene Fälle lösen, die nicht direkt in einer Handlung zusammenhängen. Das Spiel verwendet als erster Teil der Reihe die Unreal Engine 3 und hat so eine detailreichere und realistischere Grafik als seine Vorgänger.

### Sherlock Holmes: The Devil’s Daughter
Sherlock Holmes: The Devil’s Daughter (dt. etwa „Des Teufels Tochter“) ist der achte Teil der Sherlock-Holmes-Reihe und erschien für Xbox One, PlayStation 4 und Windows. Das Spiel wurde von Frogwares entwickelt und von Bigben Interactive am 10. Juni 2016 veröffentlicht.
In The Devil’s Daughter muss der Spieler fünf verschiedene Fälle lösen, die nicht direkt in einer Handlung zusammenhängen. Neben dem aus den Vorgängern bekannten Aufklären von Rätseln durch das Finden von Hinweisen und Befragen von Leuten werden dem Spiel erstmals auch Action-Passagen hinzugefügt, die zum Beispiel durch Quick-Time-Events überstanden werden müssen.

### Sherlock Holmes: Chapter One
Frogwares kündigte am 25. Mai 2020 mit Sherlock Holmes: Chapter One ein Prequel zur Sherlock-Holmes-Reihe an. Das Spiel erschien am 16. November 2021 für Personal Computer sowie die Spielkonsolen Xbox Series X/S und PlayStation 5, Versionen für Xbox One und PlayStation 4 sollen folgen. In dem Spiel löst der Spieler als junger Sherlock Holmes zusammen mit dessen Freund Jonathan verschiedene Rätsel in einer offenen Spielwelt.

## Rezeption
| Spiel                                                  | Metacritic | GameRankings | Belege            |
| Hauptreihe                                             | Hauptreihe | Hauptreihe   | Hauptreihe        |
| ------------------------------------------------------ | ---------- | ------------ | ----------------- |
| Sherlock Holmes: Das Geheimnis der Mumie               | 61 %       | 63,17 %      | [ M 1 ] [ G 1 ]   |
| Sherlock Holmes: Das Geheimnis des silbernen Ohrrings  | 68 %       | 70,23 %      | [ M 2 ] [ G 2 ]   |
| Sherlock Holmes: Die Spur der Erwachten                | 72 %       | 71,32 %      | [ M 3 ] [ G 3 ]   |
| Sherlock Holmes jagt Arsène Lupin                      | 71 %       | 73,41 %      | [ M 4 ] [ G 4 ]   |
| Sherlock Holmes jagt Jack the Ripper                   | 73 %       | 71,94 %      | [ M 5 ] [ G 5 ]   |
| Das Testament des Sherlock Holmes                      | 73 %       | 75,42 %      | [ M 6 ] [ G 6 ]   |
| Sherlock Holmes: Crimes and Punishments                | 77 %       | 80,60 %      | [ M 7 ] [ G 7 ]   |
| Sherlock Holmes: The Devil’s Daughter                  | 65 %       | 62,33 %      | [ M 8 ] [ G 8 ]   |
| Weitere Ableger                                        |            |              |                   |
| Sherlock Holmes: Das Geheimnis des persischen Teppichs | -          | 40,00 %      | [ M 9 ] [ G 9 ]   |
| Sherlock Holmes and The Mystery Of Osborne House       | 48 %       | 60,60 %      | [ M 10 ] [ G 10 ] |
| Sherlock Holmes und der Hund von Baskerville a         | -          | -            | [ M 11 ] [ G 11 ] |
| Sherlock Holmes and the Mystery of the Frozen City     | -          | 53,33 %      | [ M 12 ] [ G 12 ] |

Insgesamt wurde die Sherlock-Holmes-Reihe von Kritikern überwiegend positiv aufgenommen. Die Reihe ist für einen eher hohen Schwierigkeitsgrad bekannt und es erfordert oft längere Zeit um Rätsel zu lösen. Kritiker loben die Reihe für die fordernden und meist gut durchdachten Rätsel. Während die Reihe anfangs noch für eine eher schwach ausgeprägte und uninteressant Story kritisiert wurde, wurden die späteren Teile für die selbst geschriebenen Handlungen und Dialoge gelobt. Das Spiel The Devil’s Daughter wurde stark dafür kritisiert die Spielmechanik von dem vorher ausschließlichen Adventure-Gameplay zu einem mehr auf Action fokussierten Gameplay zu ändern.
Technisch wurden die ersten Teile der Reihe für die grafische Umsetzung kritisiert. So schrieb Matthias Mangelsdorf von Adventure Corner zu Das Geheimnis der Mumie: „Grafisch kann 'Das Geheimnis der Mumie' nur bedingt überzeugen. Teilweise wirkt die Grafik sehr pixelig und trotz einschaltbarem Filter etwas verwaschen.“ Auch nachdem Die Spur der Erwachten als erster Teil der Reihe komplett in Echtzeit in 3D gerendert wurde, blieb die Kritik an der schlechten grafischen Umsetzung. So wurde Die Spur der Erwachten für die fehlenden Schatten von beweglichen Objekten und den geringe Detailgrad der im Spiel verwendeten Texturen kritisiert. Erst nachdem Das Testament des Sherlock Holmes eine vollständig neu entwickelte Grafik-Engine verwendete verschwand dieser Kritikpunkt. Die letzten beiden Teile der Reihe nutzten erstmals die Unreal Engine 3 und wurden für die, dadurch möglich werdende, realistischere und detailreichere Grafik gelobt.
- Aggregierte Wertungen der Sherlock-Holmes-Reihe, In: Metacritic.com; abgerufen am 20. Mai 2019 (englisch).

1. ↑  Sherlock Holmes: The Mystery of the Mummy
2. ↑  Sherlock Holmes: The Silver Earring
3. ↑  Sherlock Holmes: The Awakened
4. ↑  Sherlock Holmes: Nemesis (dt. „jagt Arsène Lupin“)
5. ↑  Sherlock Holmes vs. Jack the Ripper
6. ↑  The Testament of Sherlock Holmes
7. ↑  Sherlock Holmes: Crimes and Punishments
8. ↑  Sherlock Holmes: The Devil's Daughter
9. ↑  Sherlock Holmes: The Mystery of the Persian Carpet
10. ↑  Sherlock Holmes and the Mystery of Osborne House
11. ↑  Sherlock Holmes and the Hound of the Baskervilles
12. ↑  Sherlock Holmes: The Mystery of the Frozen City

- Aggregierte Wertungen der Sherlock-Holmes-Reihe, In: GameRankings.com; abgerufen am 20. Mai 2019 (englisch).

1. ↑  Sherlock Holmes: The Mystery of the Mummy (Memento vom 9. Dezember 2019 im Internet Archive)
2. ↑  Sherlock Holmes: The Silver Earring (Memento vom 9. Dezember 2019 im Internet Archive)
3. ↑  Sherlock Holmes: The Awakened (Memento vom 9. Dezember 2019 im Internet Archive)
4. ↑  Sherlock Holmes: Nemesis (dt. „jagt Arsène Lupin“) (Memento vom 9. Dezember 2019 im Internet Archive)
5. ↑  Sherlock Holmes vs. Jack the Ripper (Memento vom 9. Dezember 2019 im Internet Archive)
6. ↑  The Testament of Sherlock Holmes (Memento vom 9. Dezember 2019 im Internet Archive)
7. ↑  Sherlock Holmes: Crimes and Punishments (Memento vom 9. Dezember 2019 im Internet Archive)
8. ↑  Sherlock Holmes: The Devil's Daughter (Memento vom 9. Dezember 2019 im Internet Archive)
9. ↑  Sherlock Holmes: The Mystery of the Persian Carpet (Memento vom 9. Dezember 2019 im Internet Archive)
10. ↑  Sherlock Holmes and the Mystery of Osborne House (Memento vom 9. Dezember 2019 im Internet Archive)
11. ↑  Sherlock Holmes and the Hound of the Baskervilles (Memento vom 9. Dezember 2019 im Internet Archive)
12. ↑  Sherlock Holmes: The Mystery of the Frozen City (Memento vom 9. Dezember 2019 im Internet Archive)

### Verkaufszahlen
Die ersten vier Teile der Reihe konnten sich bis Anfang 2009 etwa 1,5 Millionen Mal verkaufen. Bis zum Jahre 2012 konnten sich von den ersten sechs Teilen der Sherlock-Holmes-Reihe etwa vier Millionen Einheiten verkaufen, der Großteil davon auf dem PC. Alle acht Spiele der Reihe konnten sich bis 2016 zusammen etwa 7 Millionen Mal verkaufen.

## Weitere Ableger

### Casual Games
| Titel                                                  | Datum         | Plattform | Plattform | Plattform | Plattform | Genre       | Anmerkung                                |
| Titel                                                  | Datum         | PC        | iOS       | DS        | 3DS       | Genre       | Anmerkung                                |
| ------------------------------------------------------ | ------------- | --------- | --------- | --------- | --------- | ----------- | ---------------------------------------- |
| Sherlock Holmes: Das Geheimnis des persischen Teppichs | 9. Mai 2008   | ja        | nein      | nein      | nein      | Casual Game |                                          |
| Sherlock Holmes and The Mystery Of Osborne House       | 24. Juli 2010 | nein      | nein      | ja        | nein      | Casual Game | Nur in Großbritannien und USA erschienen |
| Sherlock Holmes und der Hund von Baskerville a         | 11. Nov. 2010 | ja        | ja        | nein      | nein      |             |                                          |
| Sherlock Holmes and the Mystery of the Frozen City     | 25. Okt. 2012 | nein      | nein      | nein      | ja        |             |                                          |

### Collections
Zur Sherlock-Holmes-Reihe wurden diverse Collections veröffentlicht, die mehrere Spiele der Reihe enthalten.
- Die Sherlock Holmes: Collection 2010 ist eine über Focus Home Interactive am 20. November 2009 erschienene Spielesammlung, die insgesamt vier Spiele aus der Sherlock-Holmes-Reihe enthält. Die Sammlung enthält mit Sherlock Holmes jagt Arsène Lupin, Der Silberne Ohrring, Das Geheimnis der Mumie und Die Spur der Erwachten die ersten vier Adventures aus der Sherlock-Holmes-Reihe in komplett überarbeiteter Fassung.[40]

- Die Sherlock Holmes: Ultimate Collection ist eine vom Publisher Daedalic Entertainment am 10. Juli 2012 veröffentlichte Spielesammlung, die insgesamt sieben Spiele der Sherlock-Holmes-Reihe enthält. Die Collection enthält die ersten fünf Adventures aus der Sherlock-Holmes-Reihe sowie die beiden Casual Games Das Geheimnis des persischen Teppichs und Sherlock Holmes und der Hund von Baskerville a. Außerdem enthalten die beiden DVDs den Soundtrack zu den Spielen und weitere Extras, wie Artworks und Konzeptzeichnungen.[41]